# Charles Jackson (basket-ball, 1987)
Pour les articles homonymes, voir Jackson.
Charles « C. J. » Jackson, né le 17 janvier 1987, à Lompoc, en Californie, est un joueur américain de basket-ball. Il évolue au poste de pivot.

## Biographie
Le 5 juillet 2014, il signe à Roanne.
Le 28 juillet 2015, il signe à Denain.

## Palmarès
- Champion de Pro A en 2013 avec Nanterre.